# Tswaane
Tswaane è un villaggio del Botswana situato nel distretto di Kweneng, sottodistretto di Kweneng West. Il villaggio, secondo il censimento del 2011, conta 603 abitanti.

## Località
Nel territorio del villaggio sono presenti le seguenti 3 località:
- Kane di 24 abitanti,
- Kgake,
- Tshantshije